# لندن فرامی‌خواند (ترانه)
اینجا لندن است (به انگلیسی: London Calling) ترانه‌ای از گروه پانک راک د کلش است، که در آلبومی با همین نام برای اولین در سال ۱۹۷۹ منتشر شد. نام این ترانه برگرفته از سیگنال پخش سراسری سرویس جهانی بی‌بی‌سی است. ترانه توسط جو استرامر و میک جونز نوشته‌شده است. این تنها ترانه‌ای است، که به صورت تک‌آهنگ از آلبوم لندن صدا می‌زند منتشر شد.

## موضوع
زمانی که گروه این ترانه را تهیه می‌کرد، بدون سرپرست بود و زیر قرض قرار داشت. بریتانیا نیز در آن زمان هم با مشکلات اجتماعی نظیر بی‌کاری، درگیری‌های نژادی و استفاده بی‌رویه از مواد مخدر دست و پنجه نرم می‌کرد. ترانه ترکیبی از موسیقی پانک، راک و رگی است.
ما حس می‌کردیم که در حال تلاش هستیم و اینکه در حال سقوط به یک گودال، در حالی که چنگ می‌زنیم تا خود را نجات دهیم، ولی کسی نیست تا ما را نجات دهد.— جو استرامر

## پیوند با وقایع
در این ترانه، دربارهٔ حوادث مختلف سخن گفته می‌شود. یکی از آن‌ها ایراد هسته‌ای است، که به حادثهٔ ذوب شدن رآکتور تری مایل آیسلاند در پنسیلوانیا اشاره دارد. دیگری اشاره به غرق شدن لندن است که برگرفته از یک افسانهٔ فولکلور محلی است که می‌گوید اگر رودخانهٔ تیمز سیلاب ایجاد کند، لندن غرق خواهد شد.

## بازتاب‌ها
این ترانه رتبه ۱۵ را در میان ۵۰۰ ترانهٔ برتر مجلهٔ رولینگ‌استون دارد.

## چارت
| چارت (۱۹۷۹)             | اوج رتبه |
| ----------------------- | -------- |
| چارت تک‌آهنگ‌های بریتانیا | ۱۱       |
| چارت (۱۹۸۰)             | اوج رتبه |
| چارت تک‌آهنگ‌های ایرلند   | ۱۶       |
| ایالات متجده بیلبورد    | ۳۰       |

| چارت (۱۹۸۸، انتشار دوباره) | اوج رتبه |
| -------------------------- | -------- |
| چارت تک‌آهنگ‌های بریتانیا    | ۴۶       |
| چارت (۱۹۹۲، انتشار دوباره) | اوج رتبه |
| چارت تک‌آهنگ‌های ایرلند      | ۱۸       |
| چارت تک‌آهنگ‌های بریتانیا    | ۶۴       |